# 小松正治
小松 正治（こまつ せいじ、1992年1月29日 - ）は、日本のカヌー選手。

## 経歴
日本人の父とフィリピン人の母を持つ。
小学校は野球少年、2001年宮城国体カヌー競技の開催地でカヌーが盛んな加美町で育ちカヌーには親しみはあった。
中学生からカヌー競技を始め、3年時に全国中学生大会で日本一に成った事から、競技にのめり込む。
高校進学後に開花し、インターハイ3連覇・国体を制して世界の舞台へ（アジアジュニア選手権3位、世界ジュニア選手権18位）。
生涯をカヌーに捧げる覚悟を持ち、高校卒業後は大学へ進学せず、アマチュア競技種ながらプロ的な競技専念生活を決める。
シニアとして地固めの期を開始した3年後、2013年にIOCが決定した2020東京五輪を最大目標と設定し、2013年から7年間の人生設計を立てた。しかしこの2020東京五輪はコロナ影響で開催延期。
2021年5月タイで開催されたアジア選手権（東京五輪最終予選）に日本チャンピオンとして挑むも、悔しながら出場権を掴むことが出来なかった。

## 主な成績
加美町立中新田中学校時代
- 2006年(平成18年) - 全国中学生大会　500m K-4 優勝

宮城県中新田高等学校時代
- 2007年(平成19年) - インターハイ(佐賀)　500m、200m K-2 優勝(2冠)。秋田国体　500m、200m K-2 2位。アジア選手権(韓国)1000m K-2 3位
- 2008年(平成20年) - インターハイ(埼玉)　500m、200m K-2、K-4 優勝(4冠)。大分国体　500m、200m K-2優勝(2冠)。国際カヌーレガッタ(スロバキア)　U16 500m K-1 8位
- 2009年(平成21年) - インターハイ(京都)　200m K-1、K-2 優勝(2冠)。新潟国体　500m,200m K-2 優勝(2冠)。世界ジュニア選手権(ロシア)　1000m K-2 18位

宮城県体育協会時代
- 2010年(平成22年) - オセアニアオープン(オーストラリア)　Jr 200m K-2 2位。オーストラリア選手権　Jr 200m K-2 2位。国際カヌーレガッタ(スロバキア)　Jr 200m K-2 8位。国際カヌーレガッタ(ドイツ)　Jr 200m K-1 8位
- 2011年(平成23年) - 日本選手権　200m K-1 6位。山口国体　500m, 200m K-1 2位
- 2012年(平成24年) - 日本選手権　200m K-1 5位。岐阜国体　200m K-1 3位。オーストラリア選手権　U23 200m K-1 3位
- 2013年(平成25年) - 海外派遣日本代表選考会　200m K-1 3位

愛媛県競技力向上対策本部時代
- 2014年(平成22年) - アジア競技大会(韓国)　200m K-1 3位。世界選手権(ロシア)　200m K-1 26位
- 2015年(平成22年) - リオ五輪アジア最終予選(インドネシア)　200m K-1 4位
- 2016年(平成22年) - 日本選手権　500m K-1 3位。岩手国体　200m K-1 2位
- 2017年(平成22年) - アジア選手権(中国)　500m K-4, 200m K-1 2位。愛媛国体　200m K-1 2位
- 2018年(平成22年) - ワールドカップ(ドイツ)　500m K-4 8位。アジア競技大会(インドネシア)　500m K-4 4位。福井国体　200m K-1 2位
- 2019年(平成22年) - 日本選手権　200m K-1 優勝。東京五輪テストイベント　200m K-1 12位。茨城国体　200m K-1 3位。ワールドカップ(ポーランド・ドイツ)　200m K-1 出場。石川SUPマラソン  ハードボード14ft 3位
- 2020年(平成22年) - 日本選手権　200m K-1 優勝。パラマウントチャレンジ200m競争　SUP  優勝。SUP IN THE SKY  ハードボード14ft 8位
- 2021年(平成22年) - 海外派遣日本代表選考会　500m K-2 優勝。東京五輪アジア最終予選(タイ)　200m K-1 7位。世界選手権(デンマーク)　500m K-2 出場。パラマウントチャレンジ200m競争　SUP  優勝
- 2022年(平成22年) - 海外派遣日本代表選考会　200m K-1 優勝。ワールドカップ(ポーランド)　500m K-4 準決勝敗退。JCF SUP JAPAN OPEN  ハードボード14ft(一般)   4位

## 他選手による禁止薬物の混入
2017年9月に開催された日本選手権のドーピング検査で陽性反応が出た。日本アンチ・ドーピング機構（JADA）は小松を資格停止処分としたが、2018年1月、当時の日本代表候補だった鈴木康大が、小松の飲み物に筋肉増強効果がある禁止薬物メタンジエノンを混入させたことが明らかとなった。小松の処分は解除となり、薬物を混入させた鈴木は8年間の資格停止処分と、日本連盟から除名処分を受けた。